# Lenguas de Canadá

Idiomas mayoritarios en Canadá
1:Inglés
2:Bilingüe francés/inglés
3:Francés

Entre los idiomas que se hablan en Canadá, solo el inglés (hablado por el 90 % de los canadienses) y el francés (hablado por el 60 % de la población) tienen estatus oficial. La constitución de Canadá en sí reconoce dos lenguas oficiales, inglés y francés, y todas las actas constitucionales están en ambas lenguas. Destaca el inuit por su estatus oficial en Territorios del Noroeste, en Nunavut y en Nunavik, Quebec.
De acuerdo con el censo 2001, de 29,6 millones de canadienses (33 millones en junio de 2006), los anglófonos representan alrededor del 59,3 % (17,3 millones) y los francófonos 22,9 % (6,7 millones) de la población respectivamente. El 11,6 % (5,2 millones) tenían otra lengua materna. Otros 380 000 tenían más de una lengua materna.

El inglés pertenece a las familia germánica como el alemán. El francés pertenece a las familia romance o latina como el español.
Las lenguas romances y germánicas, oficiales (inglés y francés) o no (español, italiano, alemán, portugués y otras) son de origen indoeuropeo, rama occidental (centum). Las lenguas maternas de la mayoría de los canadienses, alrededor del 80 % (más de 25 millones) comparten este origen.
De acuerdo con el censo de 2011, 5 470 820 residentes en Canadá tenían como lengua materna un idioma no oficial.

## Clasificación de las lenguas de Canadá

### Lenguas oficiales de origen europeo
El inglés es de la rama de lenguas germánicas.
El francés es de la rama de lenguas romances o latinas.

### Otras lenguas alóctonas
Además de las lenguas oficiales de origen europeo, en Canadá debido a la migración conviven importantes contingentes de otros grupos lingüísticos que no son autóctonos de Canadá.

## Idiomas por número de hablantes
Estadísticas lingüísticas de Canadá, 2019
1. Inglés 28.170.928
2. Francés 8.896.085
3. Español 2.480.715
4. Portugués 1.223.805
5. Chino 753.745
6. Vietnamita 631.055
7. Italiano 469.485
8. Alemán 438.080
9. Panyabí 271.220
10. Inglés y otra diferente al francés 219.860
11. Polaco 208.375
12. Árabe 199.940
13. Tagalo 154.060
14. Ucraniano 148.090
15. Neerlandés 128.670
16. Griego 120.365
17. Inglés y francés 112.575
18. Ruso 94.555
19. Persa 94.095
20. Tamil 90.010
21. Coreano 85.070
22. Urdú 80.895
23. Húngaro 75.555
24. Cree 72.800
25. Guyaratí 57.555
26. Hindi 56.325
27. Croata 54.880
28. Rumano 50.895
29. Serbio 41.180
30. Francés y otra diferente al inglés 38.630
31. Japonés 34.815
32. Bengalí 29.505
33. Inuit 29.005
34. Armenio 27.350
35. Serbocroata 26.690
36. Somalí 26.110
37. Checo 24.790
38. Finés 22.405
39. Ojibway 21.000
40. Yidis 19.295
41. Turco 18.675
42. Danés 18.230
43. Eslovaco 17.545
44. Macedonio 16.905
45. Esloveno 12.800
46. Hebreo 12.435
47. Twi 11.070
48. Estonio 10.848
49. Inglés, francés y otra lengua 10.085

| Provincia/Territorio      | Población Total | Inglés    | %      | Francés   | %      | Otra lengua | %      |
| ------------------------- | --------------- | --------- | ------ | --------- | ------ | ----------- | ------ |
| Ontario                   | 11.285.550      | 8.079.500 | 71,6 % | 693.630   | 7,4 %  | 2.472.080   | 20,7 % |
| Quebec                    | 8.124.767       | 316.865   | 3,9 %  | 7,742,773 | 92 %   | 521.431     | 4,1 %  |
| Columbia Británica        | 3.868.875       | 2.865.300 | 74,1 % | 56.100    | 1,5 %  | 939.945     | 24,3 % |
| Alberta                   | 2.941.150       | 2.405.935 | 81,8 % | 59.735    | 2,0 %  | 469.225     | 16,0 % |
| Manitoba                  | 1.103.700       | 863.980   | 75,8 % | 44.775    | 4,1 %  | 219.160     | 19,9 % |
| Saskatchewan              | 963.150         | 825.865   | 85,7 % | 18.035    | 1,9 %  | 117.765     | 12,2 % |
| Nueva Escocia             | 897.570         | 834.315   | 93,0 % | 34.155    | 3,8 %  | 26.510      | 3,0 %  |
| Nuevo Brunswick           | 719.710         | 465.720   | 64.7 % | 236.775   | 32.9 % | 11.935      | 1.7 %  |
| Terranova y Labrador      | 508.075         | 500.065   | 98,4 % | 2.180     | 0,4 %  | 5.495       | 1,1 %  |
| Isla del Príncipe Eduardo | 133.385         | 125.215   | 93,9 % | 5.670     | 4,3 %  | 2.065       | 1,5 %  |
| Territorios del Noroeste  | 37.105          | 28.985    | 78,1 % | 965       | 2,6 %  | 7.065       | 19,0 % |
| Yukón                     | 28.525          | 24.840    | 87,1 % | 890       | 3,1 %  | 2.700       | 9,5 %  |
| Nunavut                   | 26.665          | 7.370     | 27,6 % | 400       | 1,5 %  | 18.875      | 70,8 % |